# Гвоздецький Володимир Павлович
Гвоздецький Володимир Павлович  (1932—2008) - український журналіст та письменник. Довгий час працював у обласній газеті Кіровоградська правда. Перший лауреат літературної премії імені Юрія Яновського.

## Творчий доробок
- КІРОВОГРАД. Фото І.Г. Єгудіна. Текст В.П. Гвоздецького. Брошура про місто Кіровоград, видана в 1964 році видавництвом "МИСТЕЦТВО" м.Київ. [Архівовано 17 січня 2013 у Wayback Machine.]